# Allophylus conraui
Espèce
Allophylus conraui Gilg ex Radlk. est une espèce de plantes de la famille des Sapindaceae et du genre Allophylus, originaire du Cameroun. 

## Étymologie
Son épithète spécifique conraui rend hommage à Gustav Conrau, collectionneur de statues et collecteur de plantes dans la région du Sud-Ouest.

## Habitat
On la trouve principalement sur les hautes terres du Cameroun. C'est un arbuste épineux des forêts submontagnardes du Cameroun.